# 第四北越銀行

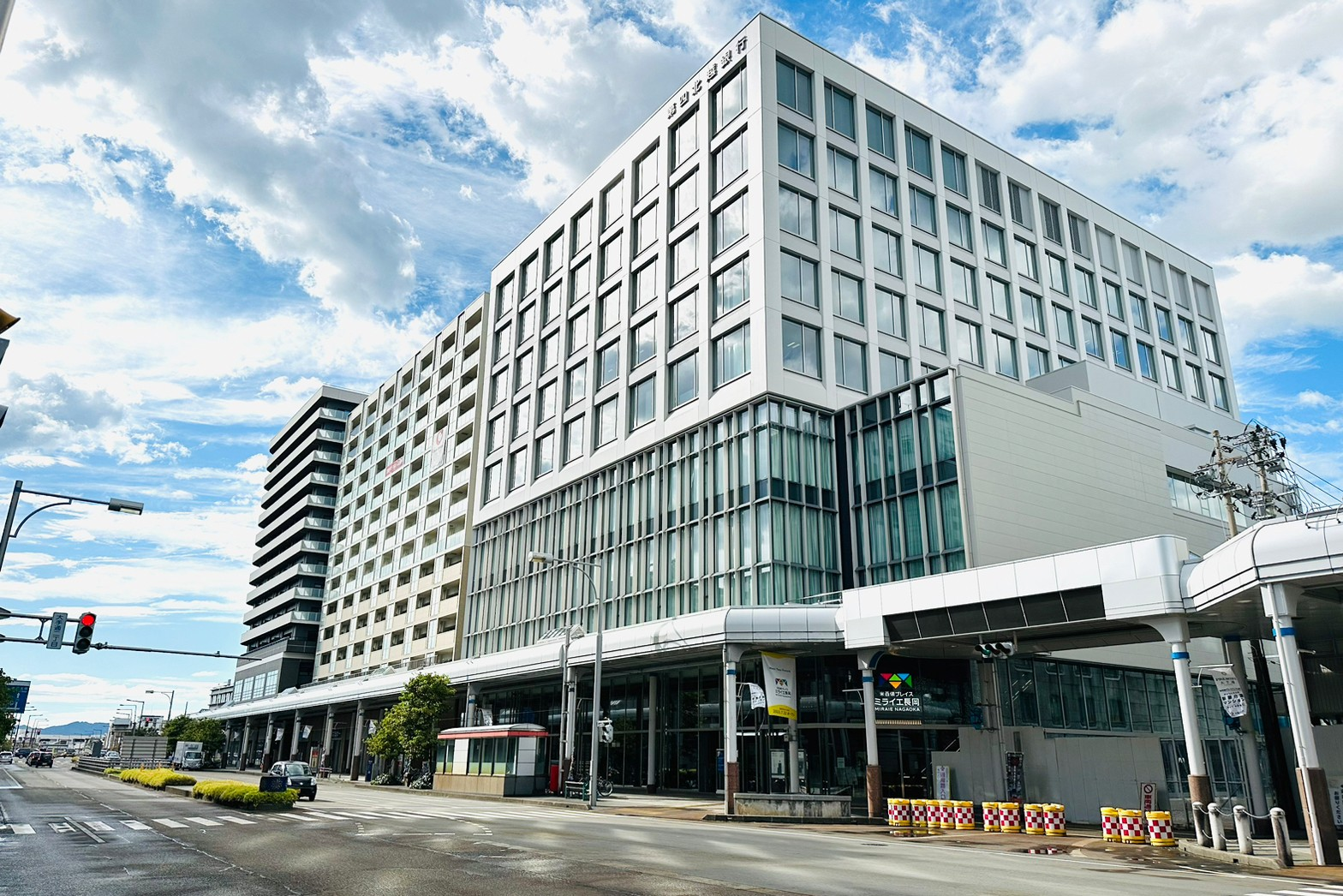
長岡本店営業部・長岡営業部・千手支店・神田支店・長岡コンサルティングプラザ・第四北越ミュージアムが入る米百俵プレイス 西館

株式会社第四北越銀行（だいしほくえつぎんこう、英称：Daishi Hokuetsu Bank, Ltd.）は、新潟県新潟市中央区に本店を置く地方銀行である。第四北越フィナンシャルグループ（以降第四北越FG）の完全子会社。

## 概要
新潟県新潟市に拠点を置く第四銀行と同県長岡市に拠点を置く北越銀行が合併し、2021年1月1日に発足した。
なお、法人格としては第四銀行が継続し、銀行コードも第四銀行のものを引き継ぐ。
第四、北越の両行は新潟県内の銀行としてはシェア1位、2位の規模であり、長年激しく競合してきたが、低金利や人口減少による経営環境の悪化を受け、2018年に第四北越FGを設立し、経営統合。その後、全行規模での2年に及ぶ総合運転試験などを経て2021年に合併。
2019年に帝国データバンクが、県内企業を対象に実施したメインバンク調査によると、新銀行は56%を占め、第二地方銀行で2番手となった大光銀行の11％を大きく引き離す規模となる。第四北越銀行は約25%にあたる51支店の統廃合を2年間で行い（下記項目参照）、100億円のコスト削減を目指す方針を公表している。
TSUBASAアライアンス加盟行のひとつであるが、2021年12月2日に、群馬銀行と連携協定「群馬・第四北越アライアンス」を締結。地盤とする群馬、新潟両県の観光・物産振興や地域活性化などの分野で協力するほか、両行の顧客基盤を活用した事業承継やM&A（合併・買収）の支援、ビジネスマッチングにも取り組む。
また、第四北越銀行は経済産業省によって2020年度から2024年度の健康経営優良法人（ホワイト500）に、合併前の第四銀行は2018年度と2019年度の健康経営優良法人（ホワイト500）に認定されている。
当行は、新潟県及び新潟県内ほぼすべての市町村の指定金融機関となっている。

## 沿革

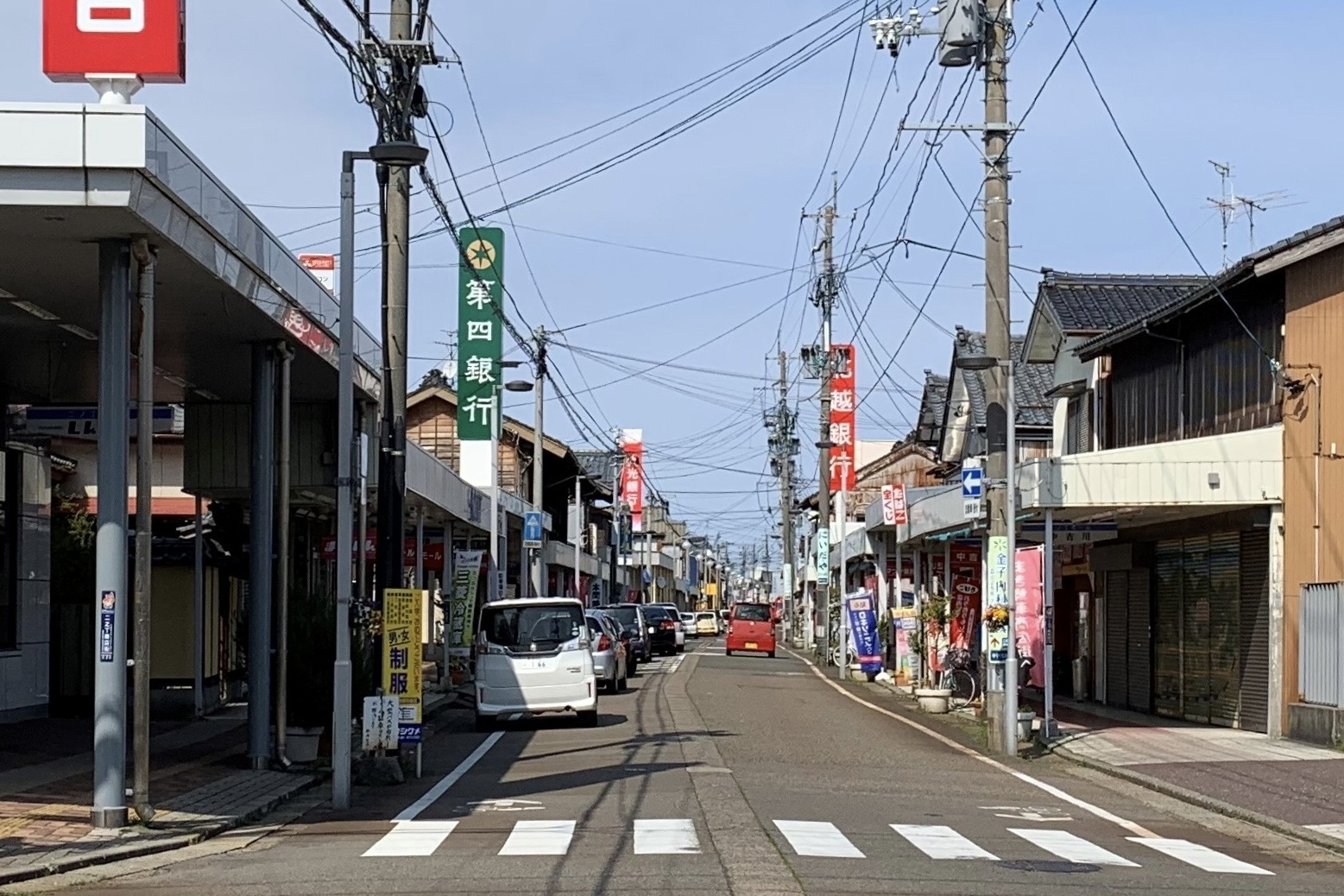
合併前の第四銀行巻支店と北越銀行巻支店（2020年3月、新潟市西蒲区）

### 合併までの流れ
ここでは合併までの合併に関する情報のみを記す。合併前の第四・北越両行の沿革についてはそれぞれのページを参照されたい。
- 2017年（平成29年）
  - 4月 - 第四銀行・北越銀行（以下両行）が合併に基本合意。[9]
  - 12月 - 公正取引委員会が両行の経営統合を承認し排除措置命令を行わない事を発表。[10]
- 2018年（平成30年）10月 - 両行が統合し『第四北越フィナンシャルグループ』発足。
- 2019年（平成31年）
  - 2月 - 合併に先立ち店名・店番号の重複する店舗の店名・店番号変更を公表。（後述）
  - 3月 - 合併後の新銀行名称を『第四北越銀行』とすることを公表。[2]
- 2020年（令和2年）
  - 9月 - 持株会社第四北越FGの株主総会において、両行の合併を正式決定。[11]
  - 12月 - 金融庁が両行の合併を正式認可。[12]

### 合併後
- 2021年（令和3年）
  - 1月1日 - 株式会社第四銀行が株式会社北越銀行を合併し株式会社第四北越銀行に商号変更。
  - 1月29日 - 2021年4月より新頭取に現常務取締役の殖栗道郎が就任することを第四北越FGが発表[13]。現頭取の並木富士雄は取締役になり、6月の第四北越FG株主総会で退任した。
  - 4月1日 - 殖栗道郎頭取が就任。
  - 8月31日 - 柏崎支店・六日町支店内にコンサルティングプラザを開業することを発表。
  - 12月2日 - 群馬銀行と、提携協定「群馬・第四北越アライアンス」を締結[6]。
- 2022年（令和4年）
  - 5月27日 -「群馬・第四北越アライアンス」協定の一環として、群馬銀行高崎田町支店内に高崎支店を移転することを発表。
  - 12月16日 - 高崎支店の移転日が決定したと発表。移転日は2023年3月13日とし、移転後は窓口業務のみとなる。
  - 12月23日 - 旧北越銀行の本店で営業している長岡本店営業部・長岡営業部とフェニックス大手で営業している長岡コンサルティングプラザを新築する米百俵プレイス西館に移転することを発表。移転日は2023年7月18日。
- 2023年（令和5年）
  - 1月23日 -「群馬・第四北越アライアンス」協定の一環として、群馬銀行とのATM提携を実施し第四北越銀行のキャッシュカードで群馬銀行のATM利用時及び群馬銀行のキャッシュカードで第四北越銀行のATM利用時の手数料を引き下げ。
  - 7月25日 - 本店内で営業している新潟コンサルティングプラザと出来島支店内で営業している出来島コンサルティングプラザを旧出来島中央支店（現：出来島中央出張所店舗外ATM）に移転・統合することを発表。移転日は2023年9月13日。移転後の店舗名は新潟コンサルティングプラザとし、出来島コンサルティングプラザは廃止となる。
  - 8月4日 - 板倉支店を上越市板倉区総合事務所内に移転することを発表。移転日は2023年11月6日。移転後は窓口での現金取り扱いを行わないセミセルフ型店舗となる。
  - 12月11日 - 埼玉県さいたま市浦和区の北浦和支店を大宮支店内に移転（ブランチ・イン・ブランチ化）[14]
- 2024年（令和6年）
  - 1月22日 - 「群馬・第四北越アライアンス」協定の一環として、池袋支店を、群馬銀行池袋支店を建て替えた「群馬銀行池袋ビル」内に移転。両行で共用する食堂なども設ける[15]。
  - 6月7日 - 江陽・荻川・中山・紫竹・新崎・黒埼・木戸・坂町・津川・小須戸・西川・与板・三条北・三島・来迎寺・堀之内・塩沢・湯沢・津南・大和・柿崎の各支店で7月1日よりお昼休みを導入すると発表。
  - 7月12日 - 酒屋支店・関原支店・早通支店を窓口での現金取り扱いを行わないセミセルフ型店舗にリニューアルすることを発表。
- 2024年（令和6年）
  - 2月14日 - 小針南支店を窓口での現金取り扱いを行わないセミセルフ型店舗にリニューアルすることを発表。
  - 3月7日 - 堀之内支店を魚沼市旧堀之内庁舎内に移転することを発表。移転日は2025年9月8日。移転後は窓口での現金取り扱いを行わないセミセルフ型店舗となる。
  - 7月11日 - 江陽支店・紫竹支店を窓口での現金取り扱いを行わないセミセルフ型店舗にリニューアルすることを発表。併せて平島・長岡西・新潟駅南・今町の各支店でお昼休みを導入することも発表。
  - 8月8日 - 大和支店を南魚沼市役所大和庁舎内に移転することを発表。移転日は2025年11月17日。

## 店舗展開

### 本支店・駐在員事務所
新潟県内外に合計206店舗（本支店・出張所）を有する。後述のとおり店舗内店舗として営業している支店が存在するため実店舗数は上記よりは少ない。その中で、地域の拠点として新潟市の本店と新潟支店の併設店のほか、長岡市に旧北越銀行の本店である長岡本店営業部・長岡営業部・千手支店・神田支店の併設店、上越市に高田営業部と高田中央支店の併設店を設けている。
- 国内
  - 新潟県 - 本支店184店舗、出張所5店舗、仮想店舗3店舗[注釈 1]
  - 東京都 - 支店3店舗（東京支店・東京中央支店・池袋支店）[注釈 2]
  - 埼玉県 - 支店3店舗（北浦和支店・大宮支店・熊谷支店）[注釈 3]
  - 群馬県 - 支店2店舗（高崎支店・前橋東支店）[注釈 4]
  - 北海道・福島県・神奈川県・富山県・愛知県・大阪府 - 支店各県1店舗（札幌支店・会津支店・横浜支店・富山支店・名古屋支店・大阪支店）[注釈 5]

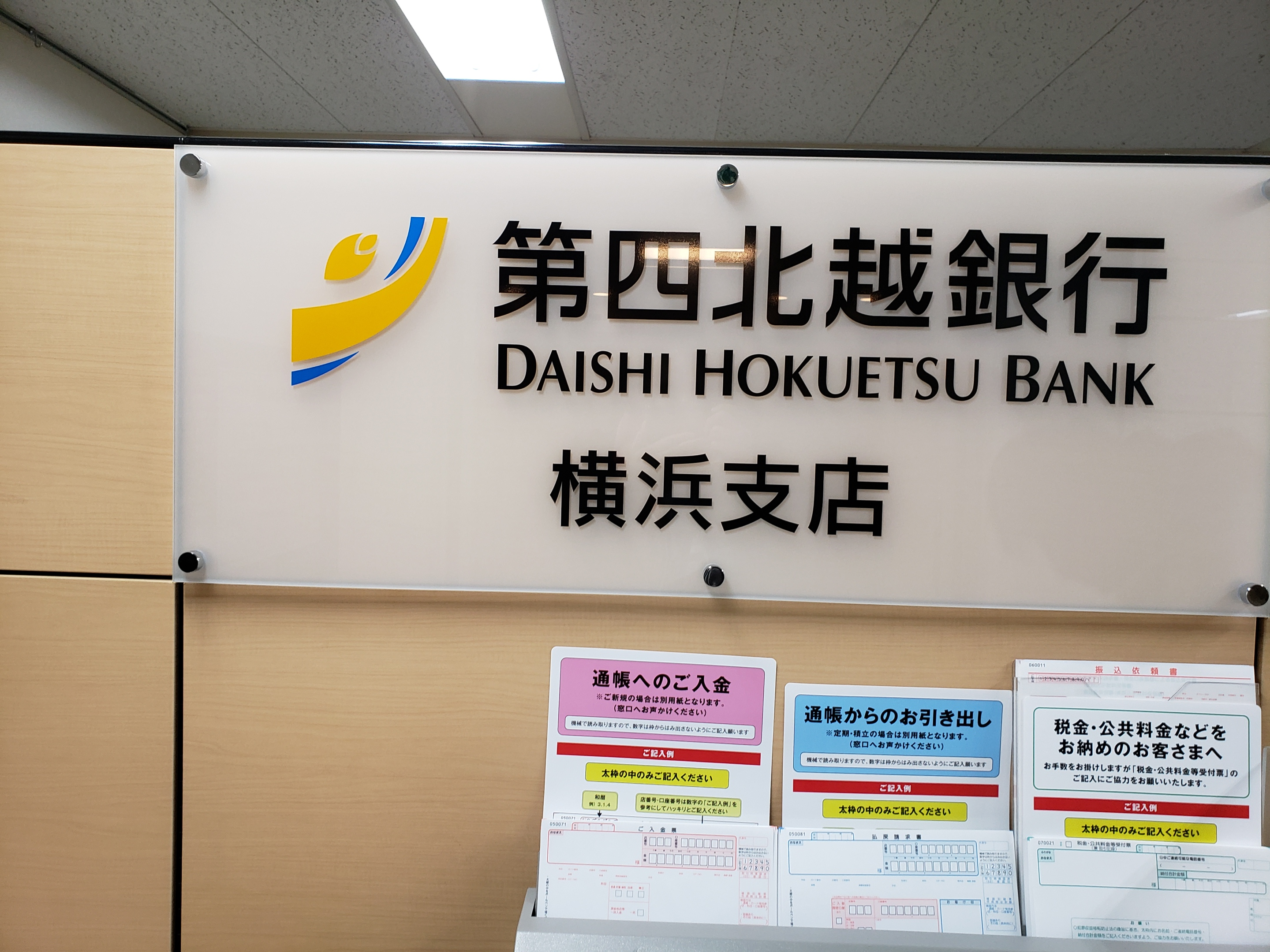
第四北越銀行横浜支店の看板

- 国外
  - 上海駐在員事務所

### コンサルティングプラザ
ローン・資産運用に関する拠点。旧銀行時代、旧第四銀行店舗はローンセンター（上越・長岡はコンサルティングプラザ）、旧北越銀行店舗はローンプラザもしくは暮らしの応援ひろばと呼ばれていた。高田営業部・三条支店などの地域拠点の建物内に併設して、全10店舗存在する。

## 合併に関わる諸変更

### システム統合
旧第四銀行は2017年1月4日より日本IBMが開発支援を行う「TSUBASAアライアンス」の基幹系共同システムを、旧北越銀行は、2009年5月6日よりNTTデータ地銀共同センターの勘定系システムを利用。合併後は旧第四銀行の基幹系システムに統合された。ATMベンダーは旧両行をそのまま引き継ぎ、旧第四銀行店舗・店舗外キャッシュコーナーでは日立チャネルソリューションズ製（一部のATMは沖電気工業製）、旧北越銀行店舗・店舗外キャッシュコーナーでは沖電気製のものを使用している。旧第四銀行のATMはシステムを引き継いだため画面の変更はないATMが殆どだが、旧北越銀行のATMはシステムが変わったため画面が変更になっている。
この合併に伴い、通帳は旧第四銀行では2017年1月4日以降に発行されたものは引き続き使用可能、旧北越銀行では2009年5月6日以降に発行された通帳は普通預金に限って使用可能である。カード類は、旧北越銀行の一部のローンカードを除く全てのキャッシュカードとローンカードが引き続き使用できる。

#### インターネットバンキング
個人向けインターネットバンキングは名称が「eネットバンキング」と旧北越銀行側の名称になったが、ワンタイムパスワードは旧第四銀行側のNTTデータ製のトークンを用いる形を取っている。ただし、旧北越銀行でインターネットバンキングを契約していた人は2022年5月末の段階では「ハードウェアトークン」が発行することが可能。基本的には同一金融機関で2つのインターネットバンキングの契約があることは咎められるものではないが、双方のIDの間での振替などはインターネット上ではできず振込しかない。これは他の合併した金融機関と同じ扱いである。旧第四・旧北越と両方所持している場合には、同一IDにまとめる（片寄せ）ことができるが、インターネット上での切り替えには対応しておらず、窓口にて申込が必要となっている。

#### カードローン
旧第四銀行の解決スピーディ、旧北越銀行のべんリーナ365の後継としてカードローン「ASCA」が登場。イメージキャラクターとして、木竜麻生が起用されている。
なお、旧両行のカードローンは、引き続き使用できる（新規はASCA）。

#### 定期預金
旧第四銀行では取り扱っていなかった10年スーパー定期の取り扱いを開始した。

#### 各種手数料
合併前、両行ともに割れるなどの不可抗力でのキャッシュカード破損や汚損による通帳繰越は無料で行われてきたが、合併後からはいかなる理由であっても有料化された。
不可抗力による破損や汚損での繰越が有料となる金融機関はあまり存在せず無料で対応するケースが大半である。

### 店舗統合
店名を変更した店舗のうち、50店舗は、合併後2年程度を目処に隣接する店舗に店舗内店舗方式で統合される。2023年以降も店舗統合を上積みして実施。

#### 発表日
2021年（令和3年）
- 2月5日 - 新潟県庁支店・新潟流通センター支店・新発田中央支店[注釈 9]
- 3月12日 - 新潟東港支店・高田中央支店・加茂中央支店・西加茂支店・新潟東大通支店・東京中央支店[注釈 10]
- 4月9日 - 新潟支店・長岡営業部・長岡新産センター支店・糸魚川中央支店・青海中央支店[注釈 11]
- 5月14日 - 関屋支店・六日町中央支店[注釈 12]
- 6月4日 - 五泉中央支店・村松中央支店[注釈 13]
- 7月9日 - 長岡駅東支店・柏崎日吉町支店[注釈 14]
- 8月13日 - 柏崎中央支店・石山支店・燕南支店・見附中央支店[注釈 15]
- 9月10日 - 燕中央支店・小針が丘支店[注釈 16]
- 10月8日 - 水原中央支店・神田中央支店[注釈 17]
- 11月5日 - 亀田中央支店・豊栄中央支店[注釈 18]
- 12月3日 - 巻中央支店・寺尾中央支店・十日町中央支店[注釈 19]

2022年（令和4年）
- 1月14日 - 出来島中央支店[注釈 20]
- 2月10日 - 古町中央支店・小出中央支店[注釈 21]
- 3月11日 - 新発田住吉町支店・分水中央支店・小針中央支店・白根中央支店[注釈 22]
- 4月8日 - 吉田中央支店・新津中央支店・沼垂中央支店・中条中央支店[注釈 23]
- 5月13日 - 両津中央支店・佐和田中央支店[注釈 24]
- 6月10日 - 新井中央支店[注釈 25]
- 7月8日 - 物見山中央支店・村上中央支店[注釈 26]
- 8月5日 - 栃尾中央支店・小千谷支店[注釈 27]

2023年（令和5年）
- 6月9日 - 北浦和支店[注釈 28]
- 7月21日 - 千手支店・神田支店[注釈 29]

2024年（令和6年）
- 4月19日 - 直江津中央支店[注釈 30]
- 6月14日 - 三条南支店・東小千谷支店・片貝支店[注釈 31]
- 7月5日 - 川崎支店・河渡支店[注釈 32]
- 8月9日 - 西内野支店[注釈 33]
- 10月11日 - 田町支店[注釈 34]

2025年（令和7年）
- 1月24日 - 柏崎東本町支店[注釈 35]
- 2月14日 - 黒埼支店・曽野木支店[注釈 36]
- 4月11日 - 南高田支店[注釈 37]
- 7月11日 - 今町中央支店[注釈 38]

#### 店舗統合対象店舗
| 移転元店舗       | 移転先店舗         | 移転日               |
| ---------------- | ------------------ | -------------------- |
| 新井中央         | 新井               | 2022年9月5日（月）   |
| 石山             | 粟山               | 2021年11月15日（月） |
| 糸魚川中央       | 糸魚川             | 2021年10月18日（月） |
| 今町中央         | 今町               | 2026年1月19日（月）  |
| 青海中央         | 青海               | 2021年10月18日（月） |
| 小千谷           | 小千谷中央         | 2022年11月7日（月）  |
| 片貝             | 小千谷             | 2024年10月15日（火） |
| 柏崎中央         | 柏崎               | 2021年11月8日（月）  |
| 柏崎東本町       | 柏崎               | 2025年4月14日（月）  |
| 柏崎日吉町       | 柏崎南             | 2022年1月17日（月）  |
| 亀田中央         | 亀田               | 2022年2月7日（月）   |
| 加茂中央         | 加茂               | 2021年9月6日（月）   |
| 川崎             | 長岡東             | 2024年10月7日（月）  |
| 神田             | 長岡本店営業部     | 2023年10月10日（火） |
| 神田中央         | 新町               | 2022年4月11日（月）  |
| 北浦和           | 大宮               | 2023年12月11日（月） |
| 黒埼             | 大野               | 2025年8月4日（月）   |
| 小出中央         | 小出               | 2022年8月8日（月）   |
| 河渡             | 東新潟             | 2025年1月20日（月）  |
| 小針が丘         | 小針               | 2022年3月14日（月）  |
| 小針中央         | 平島               | 2022年9月12日（月）  |
| 五泉中央         | 五泉               | 2021年12月6日（月）  |
| 三条南           | 三条               | 2024年12月9日（月）  |
| 佐和田中央       | 佐和田             | 2022年8月22日（月）  |
| 新発田住吉町     | 新発田西           | 2022年6月6日（月）   |
| 新発田中央       | 新発田             | 2021年8月10日（火）  |
| 白根中央         | 白根               | 2022年11月21日（月） |
| 水原中央         | 水原               | 2022年1月17日（月）  |
| 関屋             | 関屋中央           | 2021年8月23日（月）  |
| 千手             | 長岡本店営業部     | 2023年10月10日（火） |
| 曽野木           | 大野               | 2025年8月4日（月）   |
| 高田中央         | 高田営業部         | 2021年6月21日（月）  |
| 田町             | 白山               | 2025年1月14日（火）  |
| 燕中央           | 燕                 | 2021年12月13日（月） |
| 燕南             | つばめ物流センター | 2022年2月14日（月）  |
| 出来島中央       | 出来島             | 2022年4月18日（月）  |
| 寺尾中央         | 寺尾               | 2022年3月22日（火）  |
| 十日町中央       | 十日町             | 2022年6月13日（月）  |
| 東京中央         | 東京               | 2021年9月21日（火）  |
| 栃尾中央         | 栃尾               | 2022年11月7日（月）  |
| 豊栄中央         | 豊栄               | 2022年5月16日（月）  |
| 直江津中央       | 直江津             | 2024年7月22日（月）  |
| 長岡営業部       | 長岡本店営業部     | 2021年7月19日（月）  |
| 長岡駅東         | 長岡東             | 2022年1月11日（火）  |
| 長岡新産センター | 長岡新産           | 2021年10月11日（月） |
| 中条中央         | 中条               | 2022年10月11日（火） |
| 新潟             | 本店営業部         | 2021年7月12日（月）  |
| 新潟県庁         | 県庁               | 2021年4月19日（月）  |
| 新潟東港         | 東港               | 2021年6月14日（月）  |
| 新潟東大通       | 新潟駅前           | 2021年9月13日（月）  |
| 新潟流通センター | 流通センター       | 2021年5月17日（月）  |
| 新津中央         | 新津               | 2022年7月11日（月）  |
| 西内野           | 内野               | 2025年2月10日（月）  |
| 西加茂           | 加茂               | 2021年9月6日（月）   |
| 沼垂中央         | 沼垂               | 2022年7月19日（火）  |
| 東小千谷         | 小千谷             | 2024年10月15日（火） |
| 古町中央         | 古町               | 2022年5月23日（月）  |
| 分水中央         | 分水               | 2022年6月20日（月）  |
| 巻中央           | 巻                 | 2022年3月7日（月）   |
| 見附中央         | 見附               | 2022年2月21日（月）  |
| 南高田           | 高田営業部         | 2025年7月14日（月）  |
| 六日町中央       | 六日町             | 2021年11月15日（月)  |
| 村上中央         | 村上               | 2022年10月17日（月） |
| 村松中央         | 村松               | 2021年12月6日（月）  |
| 物見山中央       | 物見山             | 2022年10月3日（月）  |
| 吉田中央         | 吉田               | 2022年7月4日（月）   |
| 両津中央         | 両津               | 2022年8月22日（月）  |